# Gelidium microdon
Gelidium microdon Kützing, 1849, conhecida pelo nome comum de cabelão ou cabelão-dos-açores, é uma espécie de alga vermelha (Rhodophyta) pertencente ao género Gelidium considerada como uma excelente agarófita utilizada como matéria prima na produção industrial de ágar-ágar. A espécie ocorre nas costas do nordeste do Atlântico e do Mediterrâneo.

## Descrição
G. microdon é uma macroalga com tonalidade castanho-avermelhado, com densa ramificação penada irregular. Os ramos estão em geral dispostos em vários planos, erectos, podendo atingir os 15 cm de comprimento. Quando expostas ao ar durante a baixa-mar estas algas perdem turgidez e abatem, aparentando longos cabelos dependuradas nas rochas, daí o nome vulgar de "cabelão". A propagação vegetativa é o modo dominante de reprodução, o que permite a rápida recolonização em caso de arranque.
A espécie ocorre no andar mediolitoral superior, sendo muito resistentes ao hidrodinamismo, à dessecação e a outras pressões ambientais, o que lhe permite formar largos tapetes algais em costas rochosas expostas a forte ondulação. É frequente aparecer em associação com as espécies Fucus spiralis e Pterocladiella capillacea.
G. microdon é considerada como uma agarófita de excelência, sendo explorada para produção de ágar-ágar, sendo colectada ao longo do litoral, por apanha durante a maré-baixa ou com recurso a mergulho em apneia ou com equipamento respiratório. As algas recolhidas são depois secas ao sol até atingirem um grau de secura inferior a 20%, sendo depois enfardadas e expedidas para a indústria.
A espécie é comum na zona entremarés dos Açores onde durante muitos anos foi recolhida e comercializada sob o nome de cabelão-dos-açores para uso na indústria de produção de ágar-ágar.